# Рошиоара (Валча)
Рошиоара (рум. Roșioara) насеље је у Румунији у округу Валча у општини Бербешти. Oпштина се налази на надморској висини од 344 m.

## Становништво
Према подацима из 2002. године у насељу је живело 532 становника, од којих су сви румунске националности.